# Phalaenopsis 'Suemid'
Phalaenopsis 'Suemid' est un cultivar hybride artificiel d'orchidées, du genre Phalaenopsis, obtenu par C. Beard en 1965

## Parenté
Phal. 'Suemid' = Phalaenopsis 'Susan Merkel' × Phalaenopsis 'Elwyn Middleton'

## Descendance
Phalaenopsis 'Daryl Lockhart' = Phalaenopsis 'Spica' × Phal. 'Suemid'.